# Четвёртая программа ЦТ
Образовательная программа — одна из программ Центрального телевидения.

## История

### 1967—1981. Четвёртая программа ЦТ
Создание «Четвёртой программы ЦТ» было приурочено к 50-летию Октябрьской революции. Вещание программы началось 4 ноября 1967 года на 11 частотном канале в Москве и Московской области. По словам зампреда Гостелерадио СССР по вопросам телевидения Георгия Иванова, создание «Четвёртой программы ЦТ» предназначалось «для людей с повышенными культурными запросами». По тематике это была художественная и культурно-просветительная программа (по сути аналогом этой программы в современной России является телеканал «Культура»). На «Четвёртой программе ЦТ» выходили передачи о литературе и других видах искусства, концерты, телеспектакли, документальные проекты, художественные фильмы. Ряд телепередач снимались в новом для советского телевидения формате — формате дискуссионного клуба: приглашённые в студию эксперты дискутировали по различным вопросам науки, культуры, общественной жизни (часть из записанных передач была не пропущена в эфир цензурой). Телеканал вещал в вечернее время: передачи начинались около 19:00.
В начале 1970-х годов произошёл отказ от концепции культурно-просветительной программы. С этого момента «Четвёртая программа ЦТ» стала определяться как в основном спортивно-художественная, её передачи при этом были разножанровыми. Значительную часть программирования составлял показ повторных выпусков телепередач «Первой программы ЦТ». В 1977 году резко расширилась зона распространения «Четвёртой программы ЦТ»: в регионах Советского Союза «Вторая программа ЦТ» была заменена на «Четвёртую программу ЦТ». По состоянию на 1978 год «Четвёртая программа ЦТ» вещала уже в 34 областях европейской части СССР и столицах девяти союзных республик (процесс распространения зоны охвата «Четвёртой программой ЦТ» территории СССР продолжился и в последующие годы, в итоге, в 1982 году произошёл перевод данной программы на «Вторую программу ЦТ» и придание ей статуса общесоюзной).

### 1982—1988. Четвёртая (учебная) программа ЦТ
1 января 1982 года «Четвёртая программа ЦТ» сменила тематику на учебную и познавательную. До 1982 года учебный канал выходил на «Третьей программе ЦТ», а с 1 января 1982 года он стал выходить на двух программах — «Второй программе ЦТ» (по будням утром и днём) и «Четвёртой (учебной) программе ЦТ» (по будням вечером и в субботу весь день). Совокупно на двух программах объём вещания учебного канала составлял в среднем по 12—13 часов в сутки. Время вещания «Четвёртой (учебной) программы ЦТ» также изменилось — передачи стали начинаться как правило около 16:00 по будням и около 8:00 по субботам.
«Четвёртая (учебная) программа ЦТ» была ориентирована на школьников и учащуюся молодёжь, а также на взрослую аудиторию (в частности, выходили в эфир программы в помощь врачам, учителям, специалистам народного хозяйства, телеуроки для самостоятельно изучающих иностранные языки). Транслировались учебные программы (уроки, лекции, документальные фильмы), исторические фильмы, экранизации русской и мировой классики. Ряд программ шли именно тогда, когда данная тема или книга изучались в школах (такие показы назывались — «В помощь школе»)[страница не указана 529 дней]. Передачи для учащихся предназначались как для показа на уроке, так и для индивидуального просмотра. В высших учебных заведениях также существовали просмотровые аудитории, в которых студенты смотрели предназначавшиеся для них учебные циклы. В качестве ведущих и участников учебных передач приглашались учёные, писатели, деятели искусства и лучшие педагоги. Учебные передачи снимали с учётом советов психологов, методистов и учителей.
В дни крупнейших спортивных соревнований канал весь день транслировал спортивные программы без комментаторов и в основном брал всю ответственность на себя, так как вещание «Шестой программы ЦТ» имело очень слабый передатчик. В дни школьных каникул в эфире осуществлялся показ телепередач «Первой программы ЦТ». Во время проведения ремонтных работ на передатчиках остальных программ «Четвёртая (учебная) программа ЦТ» брала на себя показ основных передач.

### 1988—1991. Образовательная программа ЦТ
16 января 1988 года программа стала называться «Образовательная программа ЦТ» (её тематика осталась прежней — учебной и познавательной). Время вещания изменилось: передачи стали выходить не только по будням и по субботам, но и по воскресеньям. При этом начало передач по будням и по выходным было перенесено на более позднее время (как правило, передачи начинались в 20:00). С самого начала 1989 года по выходным программа стала вещать также утром и днём. 18 ноября 1991 года по будням стала вещать с 18:00 (ранее с 19:00), была добавлена утренняя программа с 11:00 и до начала дневного перерыва, с дневного эфира «Второй программы ЦТ» был перенесён показ повторов художественных телефильмов ЦТ.

### Закрытие
27 декабря 1991 года телеканал сменил название на «Образовательная программа» в связи с распадом СССР и реорганизацией Всесоюзной ГТРК в телерадиокомпанию «Останкино», но остался в подчинении правительству.
13 апреля 1992 года программа была разделена на утренне-дневной будничный образовательный канал, руководство вещанием по которому перешло Всероссийской ГТРК и за которым 1 июня того же года закрепилось название «Российские университеты».

## Города вещания
По состоянию на начало 1988 года «Образовательная программа ЦТ» вещала:
- в Москве — 8 МВ[15]:
- в Ленинграде — 33 ДМВ
- в Киеве — 30 ДМВ
- во Владимире — 7 МВ
- в Горьком — 4 МВ
- в Ростове-на-Дону — 9 МВ
- в Рязани — 28 ДМВ (с 1968 г.; до 31 декабря 1981 г. — Четвёртая программа ЦТ)
- в Туле — 30 ДМВ (с 1 ноября 1976 г.; до 31 декабря 1981 г. — Четвёртая (учебная) программа ЦТ[16])
- в Волгодонске — 11 МВ

## Хронология названий телеканала
| Дата                             | Название                         |
| -------------------------------- | -------------------------------- |
| 4 ноября 1967 — 31 декабря 1981  | Четвёртая программа ЦТ           |
| 1 января 1982 — 15 января 1988   | Четвёртая (учебная) программа ЦТ |
| 16 января 1988 — 27 декабря 1991 | Образовательная программа ЦТ     |

## Мнения
- Российский писатель Фёдор Раззаков положительно оценивает существование в СССР учебной программы, поскольку она вносила свой вклад в поддержание высокого уровня советского образования:

Большую помощь в развитии советского образования оказывало именно телевидение, которое было настоящим «университетом миллионов на дому»… <…> Я обожал подобные «телеуроки», где мы всем классом смотрели какой-либо исторический фильм (вроде «Минина и Пожарского» и др.) или какую-то экранизацию (вроде «Господ Головлёвых» и т. д.)…[страница не указана 529 дней]